# Aleuromarginatus nigrus
Aleuromarginatus nigrus là một loài côn trùng cánh nửa trong họ Aleyrodidae, phân họ Aleyrodinae.
Aleuromarginatus nigrus được Martin miêu tả khoa học đầu tiên năm 1999.